# Gladys Ingle
Gladys Ingle (Walla Walla, 28 de marzo de 1899-Arroyo Grande, 27 de octubre de 1981) fue una piloto y caminante sobre alas estadounidense, miembro del equipo de acrobacias aéreas 13 Black Cats.
Ingle fue la cuarta mujer piloto con licencia de los Estados Unidos. Comenzó a realizar saltos desde globos para el CPO Aerial Circus en 1921. En 1922 había comenzado a hacer acrobacias con aviones. A través de sus actuaciones en las décadas de 1920 y 1930, se hizo mundialmente conocida por sus acrobacias aéreas y caminatas sobre alas.

## Trayectoria
Gladys Ingle nació en Walla Walla, Washington el 28 de marzo de 1899. Tenía dos hermanos y una hermana. En 1929, dijo que cuando era niña y crecía en Oregón, caminaba sobre cercas y creaba zancos tan altos que tenía que montarlos desde el techo de su casa. Luego comenzó a correr motocicletas, antes de mudarse al sur de California.
Ingle fue la cuarta mujer en obtener una licencia de piloto. En 1921, ella y su hermana Ann actuaron como miembros del CPO Aerial Circus, saltando en paracaídas desde globos. En 1922, realizó su primera acrobacia con un avión cuando ella y su hermana realizaron una carrera de paracaidistas saltando desde aviones separados.

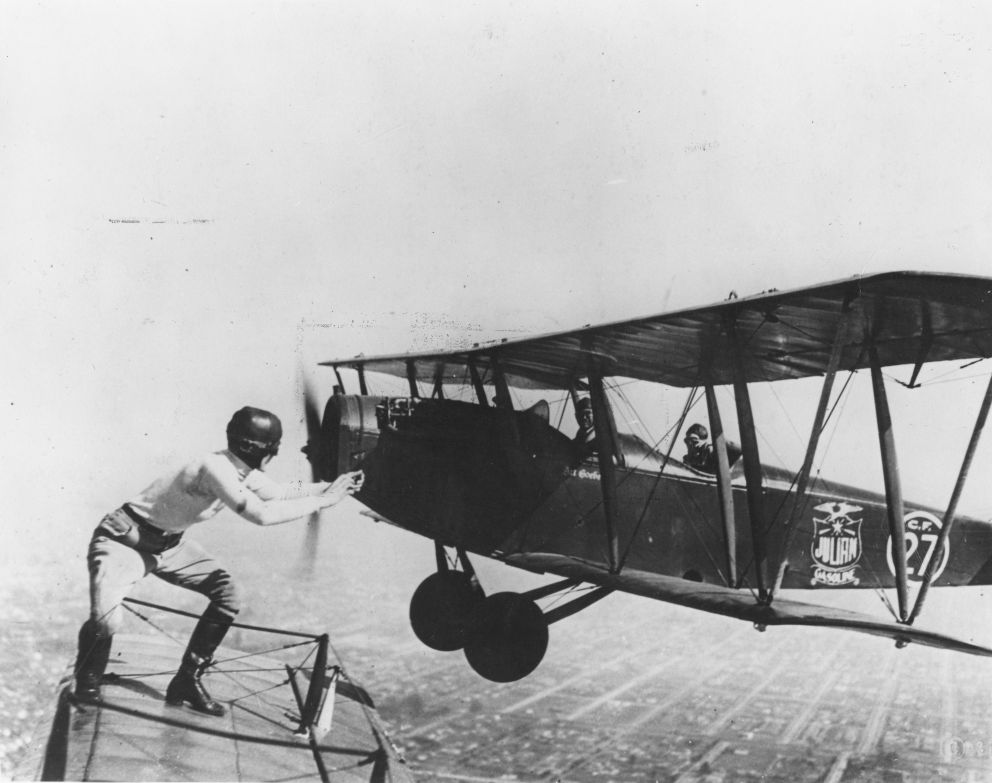
Gladys Ingle se prepara para pasar de la Jenny de Bon MacDougall al avión de Art Goebel en pleno vuelo.

Gladys Ingle se convirtió en la única mujer miembro de los 13 Black Cats. Actuó en acrobacias aéreas durante las décadas de 1920 y 1930. Era famosa por sus acrobacias y sus caminatas sobre alas. Algunas de sus acrobacias incluyeron moverse de un avión a otro en el aire y volar en el ala de un avión mientras pasaba por debajo de un puente. Una de las acrobacias de Ingle implicó reemplazar una rueda en el aire. Una rueda se caería convenientemente de un avión. Ingle se colocaría una rueda de repuesto en la espalda y se reuniría con el avión «afectado». En el aire, subiría a la parte superior del ala superior del segundo avión y se trasladaría al ala inferior del avión en peligro. Luego bajaría al tren de aterrizaje e instalaría la rueda. Esto fue filmado en al menos una ocasión.
En otro truco, disparaba flechas a los objetivos mientras caminaba con alas. Cuando se le preguntó si alguna vez se asustó, dijo: «Nada de eso, nada de eso». Afirmó haber estado involucrada en varios aterrizajes forzosos y accidentes aéreos. Una de sus acrobacias más atrevidas fue pararse en el ala de un avión mientras «daba vueltas».
En 1928, The San Bernardino County Sun informó que Ingle fue doble para estrellas de cine y apareció en películas. En su carrera, se transfirió con éxito del ala de un avión al ala de otro en el aire más de 300 veces.
Ingle hizo su hogar en el sur de California. En 1981, se mudó a Arroyo Grande, California, para vivir con su hija Bonnie. Murió en casa de su hija el 27 de octubre de 1981.

## Legado
Existen fotografías y películas de Gladys Ingle en los museos de aviación y en el Museo Nacional del Aire y el Espacio.